# Giacomo Cavedone

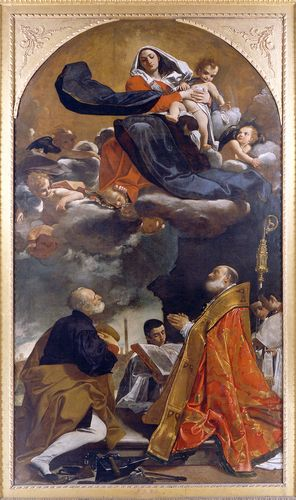
Jungfrau und Kind, angebetet von den Hl. Eligius und Petronius (1614), Pinacoteca Nazionale di Bologna

Giacomo Cavedone, auch Giacomo Cavedoni (getauft am 14. April 1577 in Sassuolo bei Modena; gestorben 1660 in Bologna), war ein italienischer Barockmaler der Bologneser Schule.

## Leben
Giacomo Cavedone zählte zu jener Generation, die stark von Agostino Carracci inspiriert und beeinflusst waren, wie auch Giovanni Andrea Donducci, Alessandro Tiarini, Lucio Massari, Leonello Spada und Lorenzo Garbieri.
Er konnte ein Drei-Jahres-Stipendium erlangen, um bei Bernardino Baldi und Annibale Carracci zu studieren. Ab Herbst 1609 hielt er sich für ein Jahr in Rom auf, wo er bei Guido Reni arbeitete. Von 1612 bis 1613 war er in Venedig tätig. Er war einer der wichtigsten Assistenten von Ludovico Carracci und wurde nach dessen Tod 1619 zum Leiter der Accademia degli Incamminati ernannt.
Zwei seiner Hauptwerke finden sich heute in bedeutenden Museen: die Anbetung der Hirten im Museo del Prado in Madrid und das große Altarbild Jungfrau und Kind, angebetet von den Heiligen Eligius und Petronius (1614) in der Pinacoteca Nazionale di Bologna. Weitere wichtige Werke sind die Anbetung der Könige, die Vier Ärzte sowie das Letzte Abendmahl. Sein Malstil war angelehnt an die Schule des Ludovico Carracci, jedoch mit ungewöhnlich kräftigen Farben in der Nachfolge Tizians. Im Rijksmuseum in Amsterdam findet sich eine Reihe von Zeichnungen, darunter auch ein Christus auf dem Kreuzweg.
Sein Lebensweg wurde von einer Reihe von Missgeschicken geprägt, 1623 der Sturz von einem Kirchengerüst, der dazu führte, dass er die Malerei aufgeben musste, und 1630 der Tod von Frau und Kindern an der Pest. Die Encyclopædia Britannica schreibt in ihrer Ausgabe von 1911, in welcher er übrigens fälschlicherweise Jacopo Cavendone genannt wird, seiner Frau sei Hexerei vorgeworfen worden. Er lebte bis 1660 und starb in Armut.
Zu seinen Schülern zählten Giovanni Battista Cavazza, Ottavio Corradi, Giovanni Andrea Sirani und Flaminio Torre.

## Werke (Auswahl)
- Hl. Stephan (1601, Galleria Estense, Modena)
- Grablegung Christi (Santuario di Santa Maria del Fonte presso Caravaggio)
- Tod des hl. Peter des Märtyrers (Pinacoteca Nazionale di Bologna)
- Taufe Christi (1611–12, San Pietro, Modena)
- Sant'Alo Altargemälde (1614, Pinacoteca Nazionale di Bologna)
- Entdeckung des wundersamen Kreuzes von Beirut, (1622, San Salvatore, Bologna)
- Anbetung der Hirten (San Paolo Maggiore, Bologna)
- Anbetung der Könige (San Paolo Maggiore, Bologna)
- Sitzender Krieger mit Schwert und Schild (Zeichnung, 1612, National Gallery of Art, Washington, D.C.)
- Entwurf für Das letzte Abendmahl; verso: Das Damaskuserlebnis (Fogg Art Museum, Cambridge, Mass.)
- Die wundersame Brotvermehrung (Zeichnung, 1611–1614, Fitzwilliam Museum, Cambridge)
- Judith und Holofernes (Banca Popolare dell'Emilia Romagna, Modena)

## Gemälde

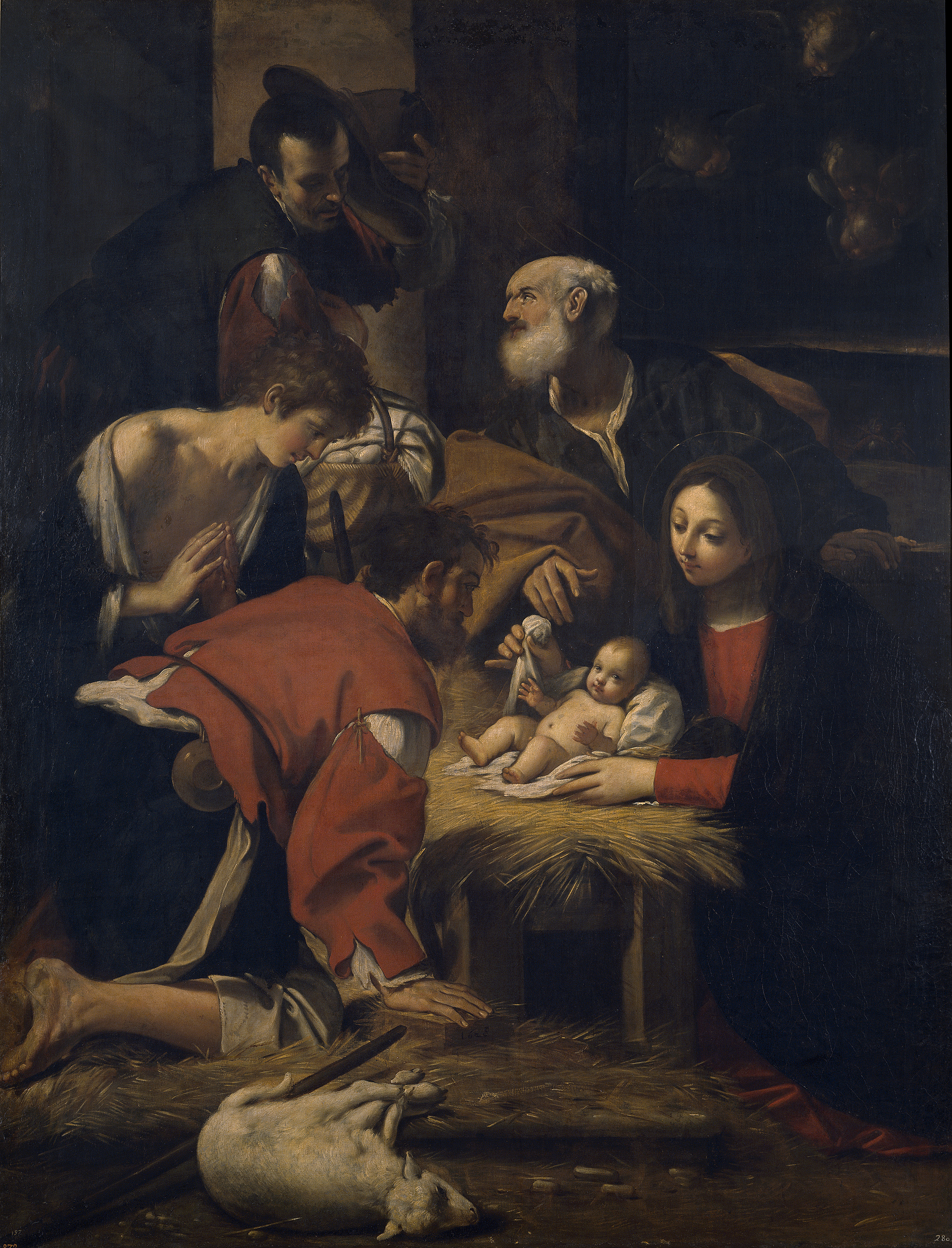
Anbetung der Hirten
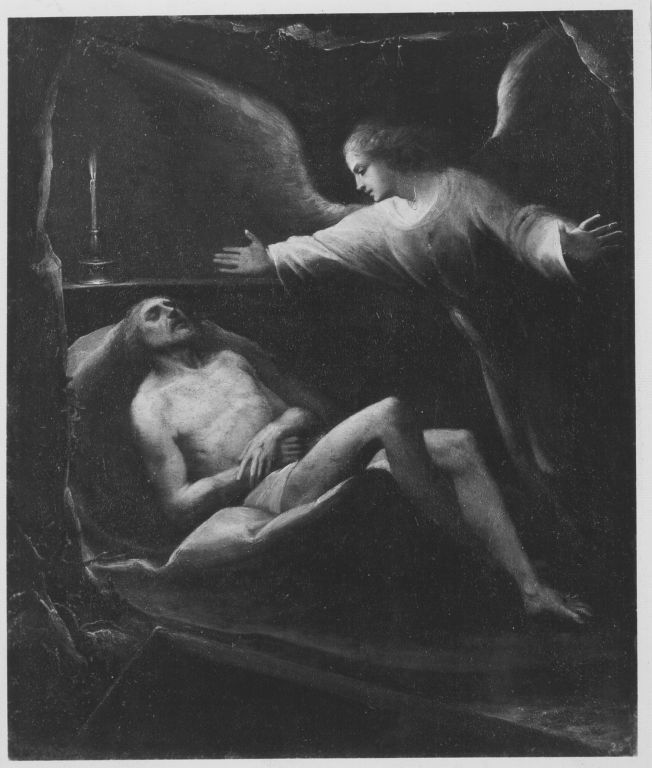
Leichnam Christi
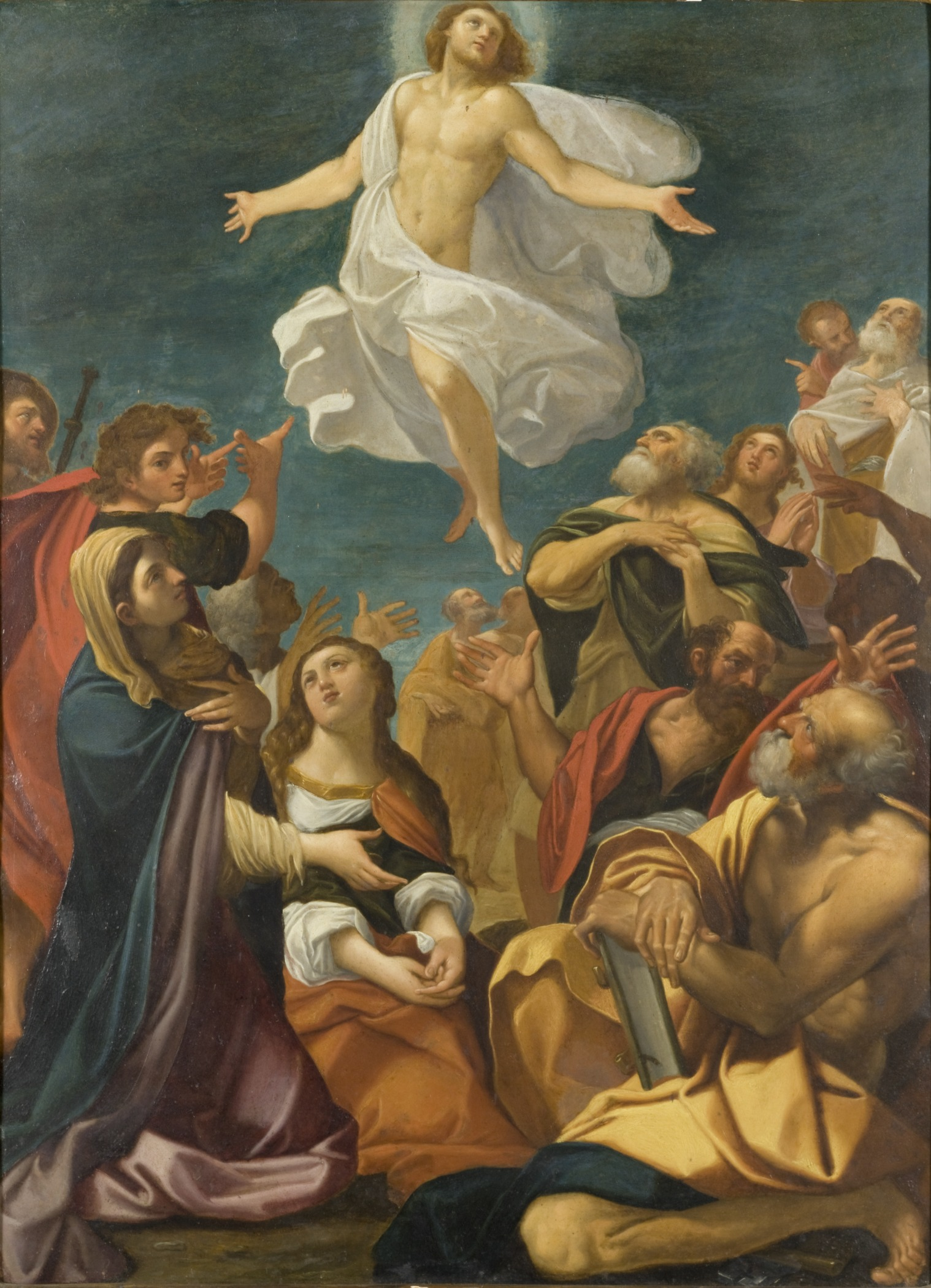
Himmelfahrt Christi
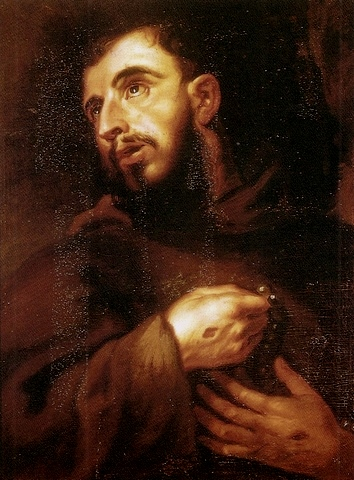
Hl. Franziskus
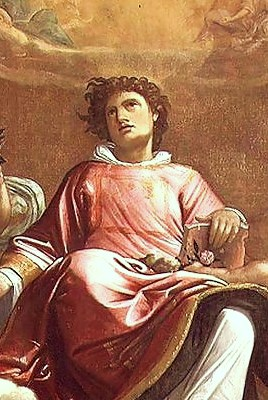
Hl. Stephan, 1601

## Zeichnungen

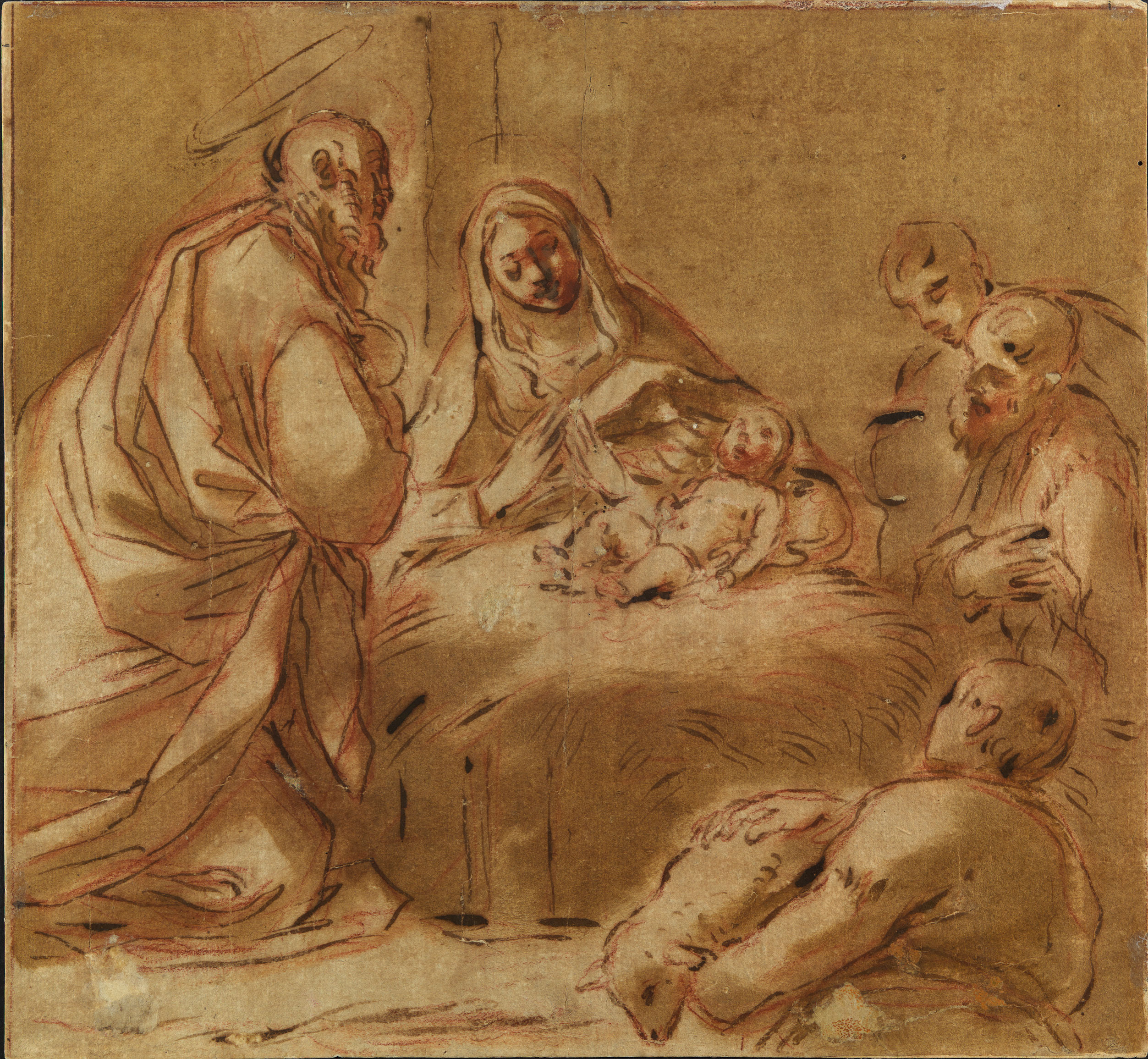
Anbetung der Hirten
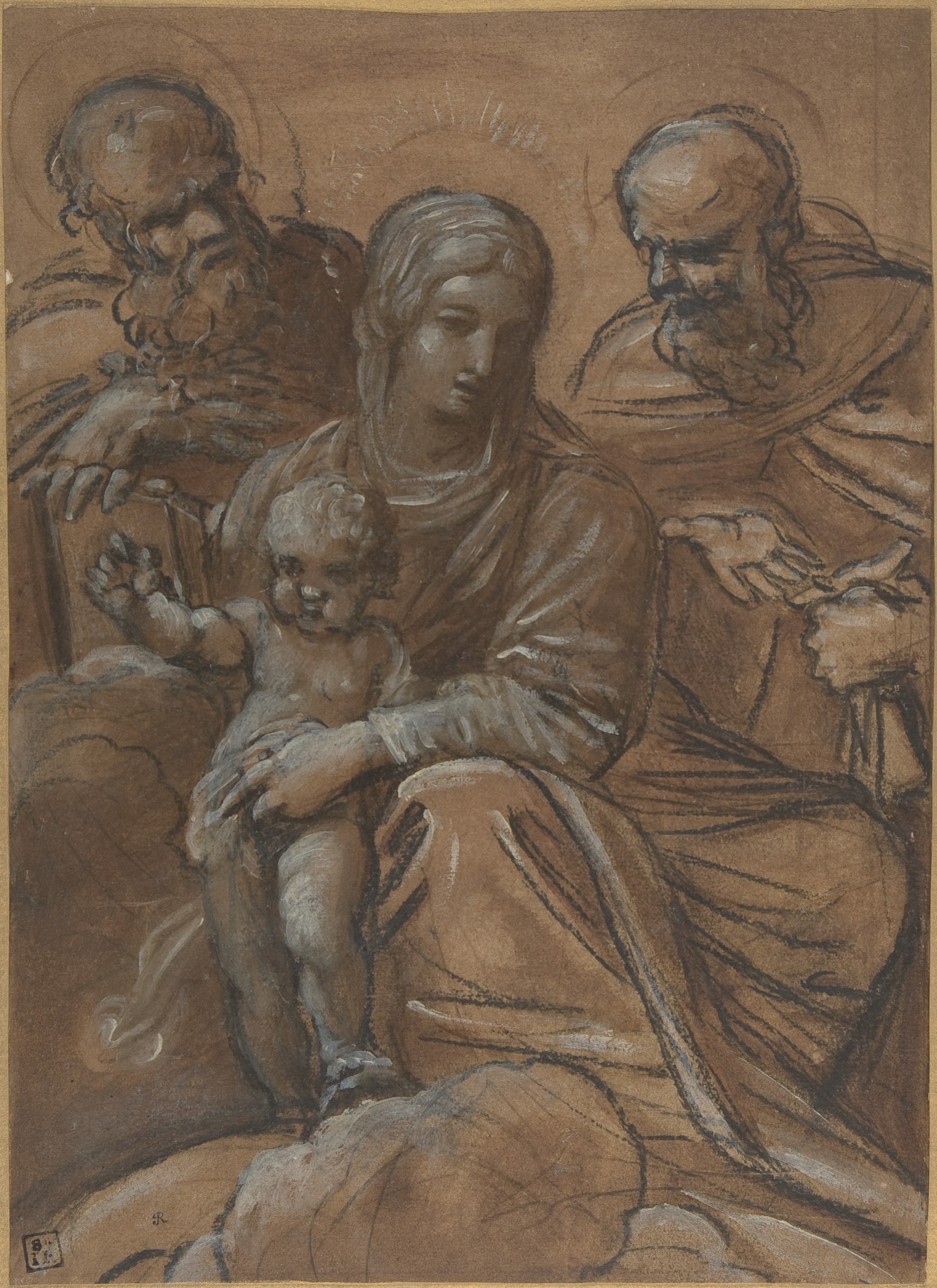
Jungfrau mit dem Kinde
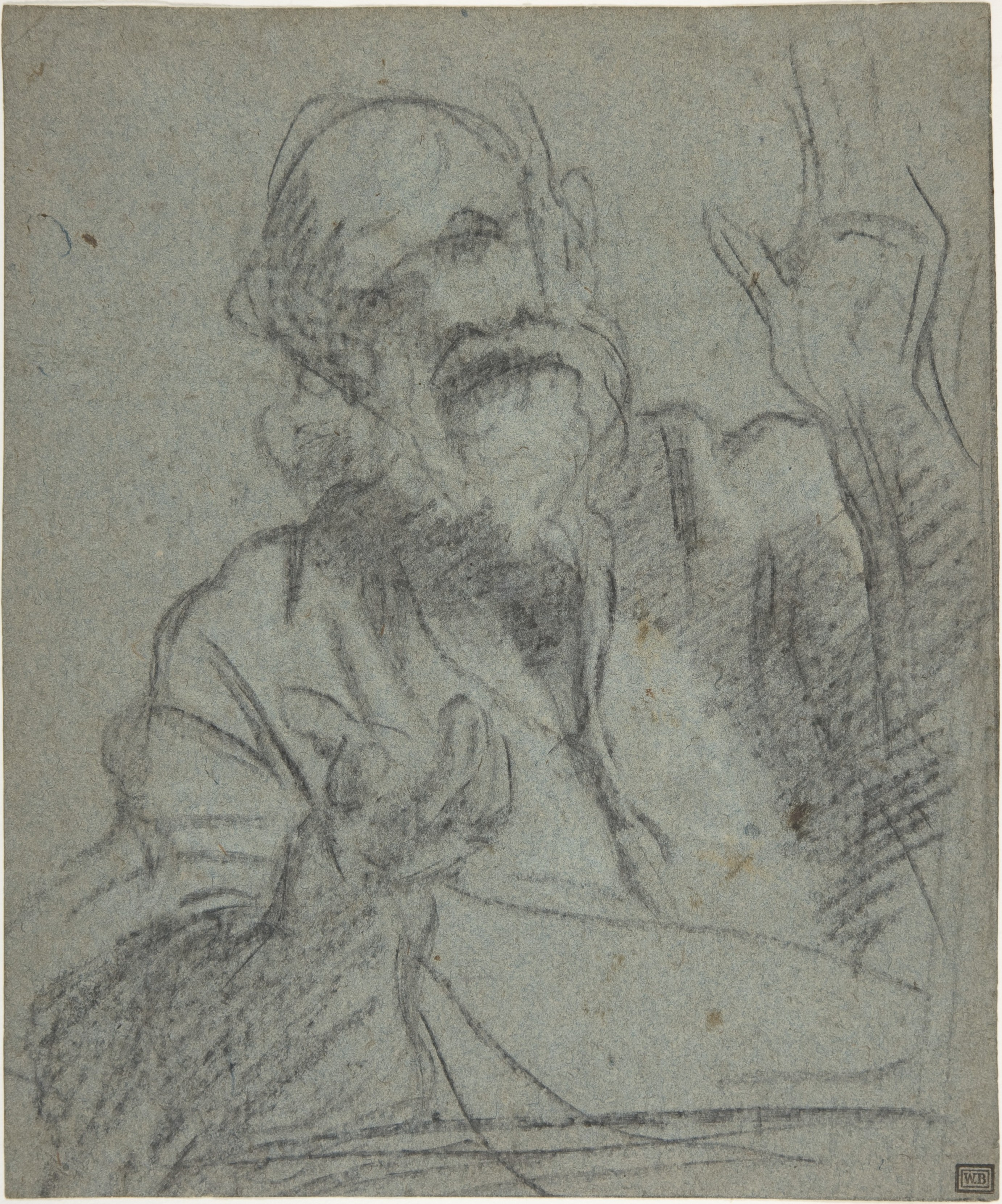
Studie des alten Mannes
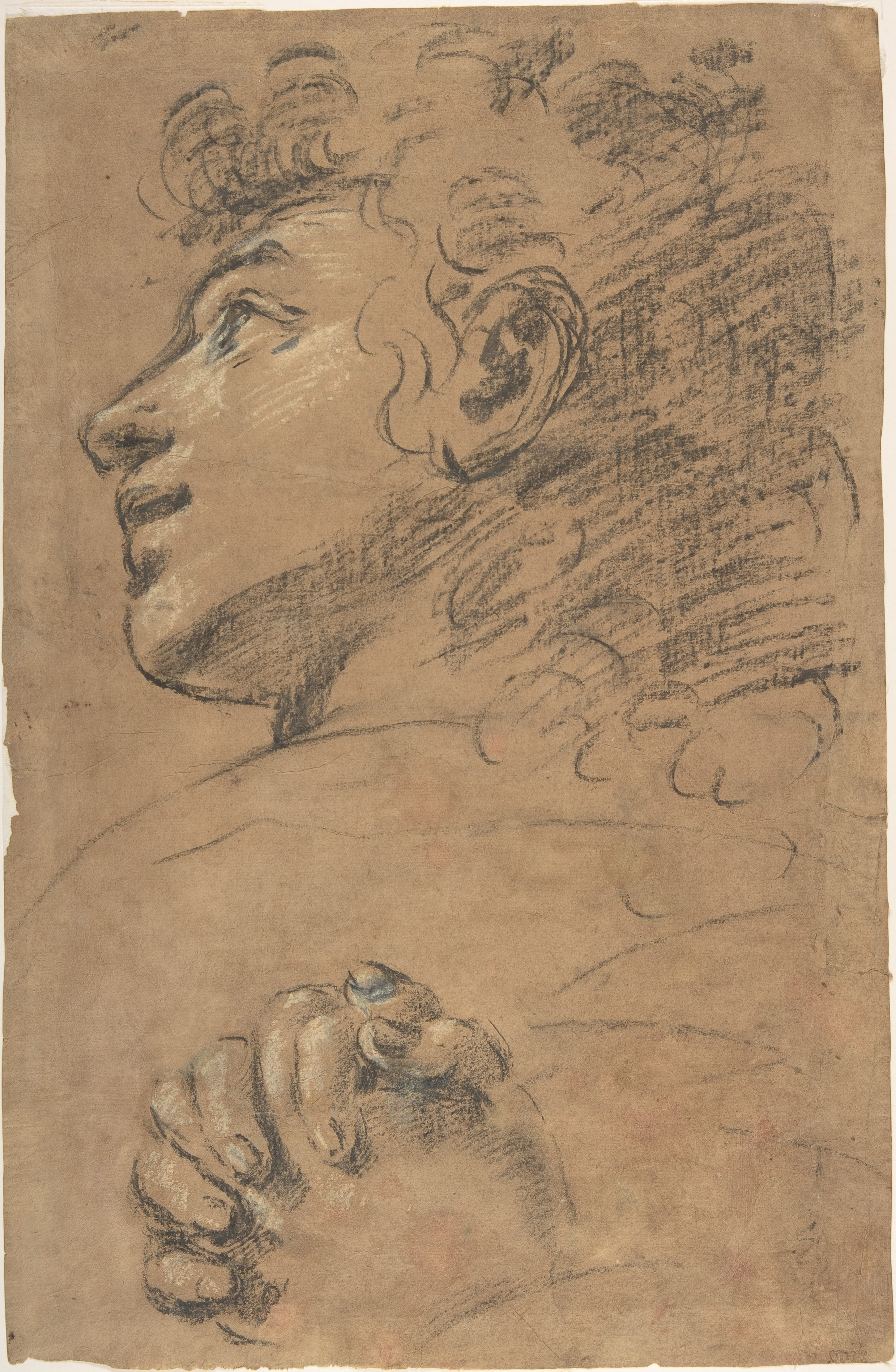
Profil eines Jungen
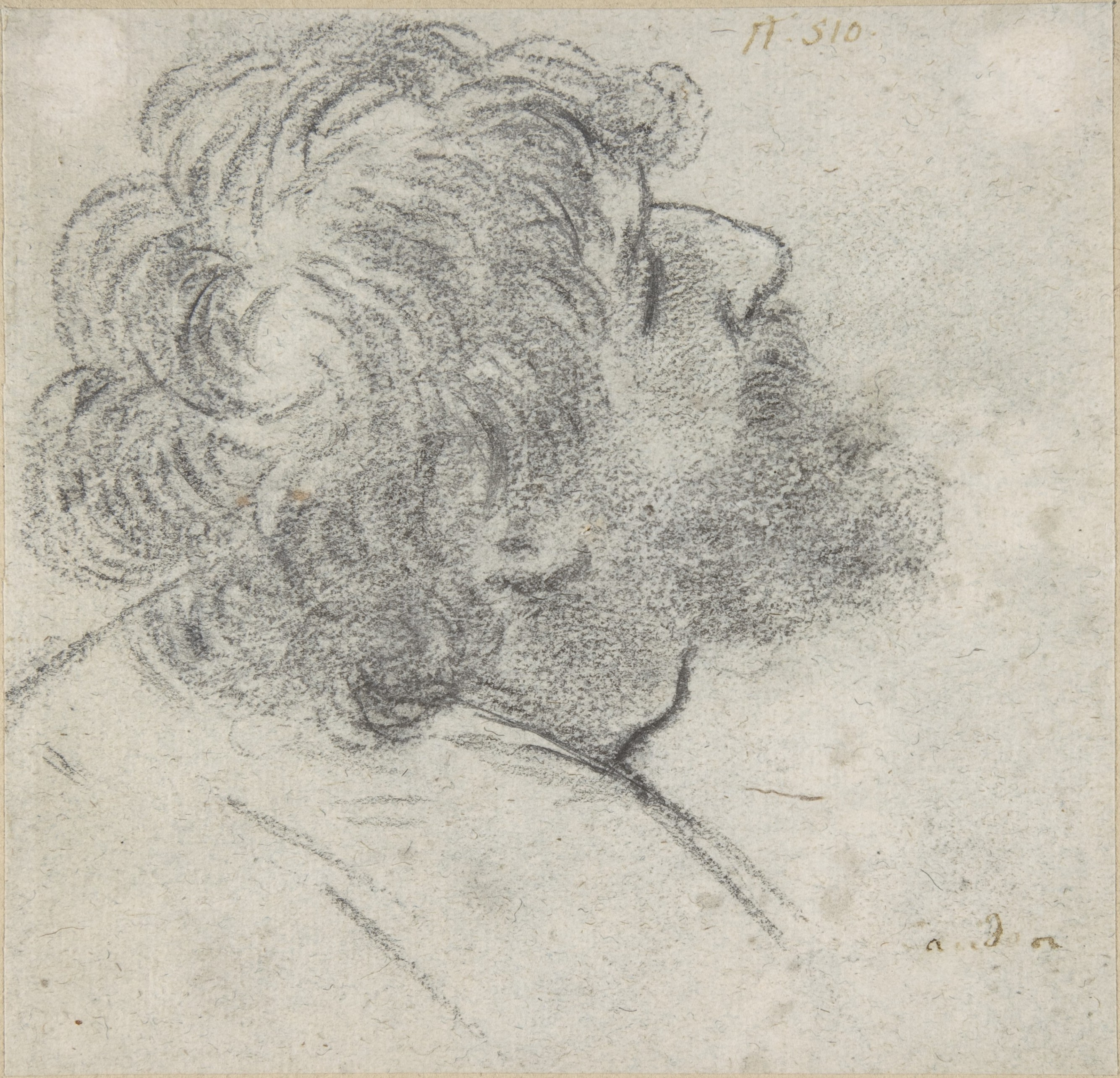
Kopf eines Bärtigen